# Enney
Enney (toponimo francese) è una frazione di 480 abitanti del comune svizzero di Bas-Intyamon, nel Canton Friburgo (distretto della Gruyère).

## Storia

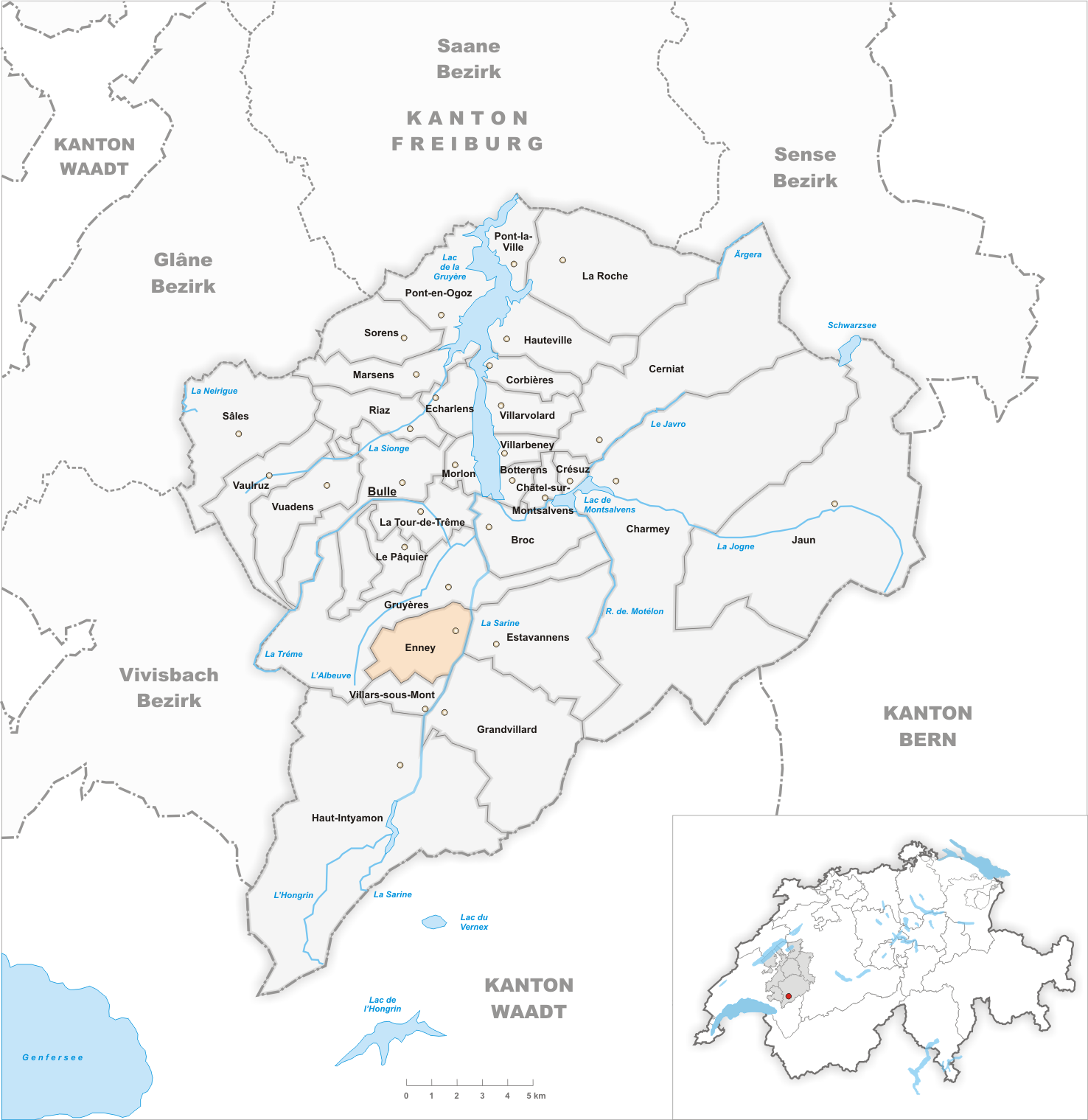
Il territorio del comune di Enney prima degli accorpamenti comunali del 2004

Già comune autonomo, il 1º gennaio 2004 è stato accorpato agli altri comuni soppressi di Estavannens e Villars-sous-Mont per formare il nuovo comune di Bas-Intyamon, del quale Enney è il capoluogo.

## Monumenti e luoghi d'interesse

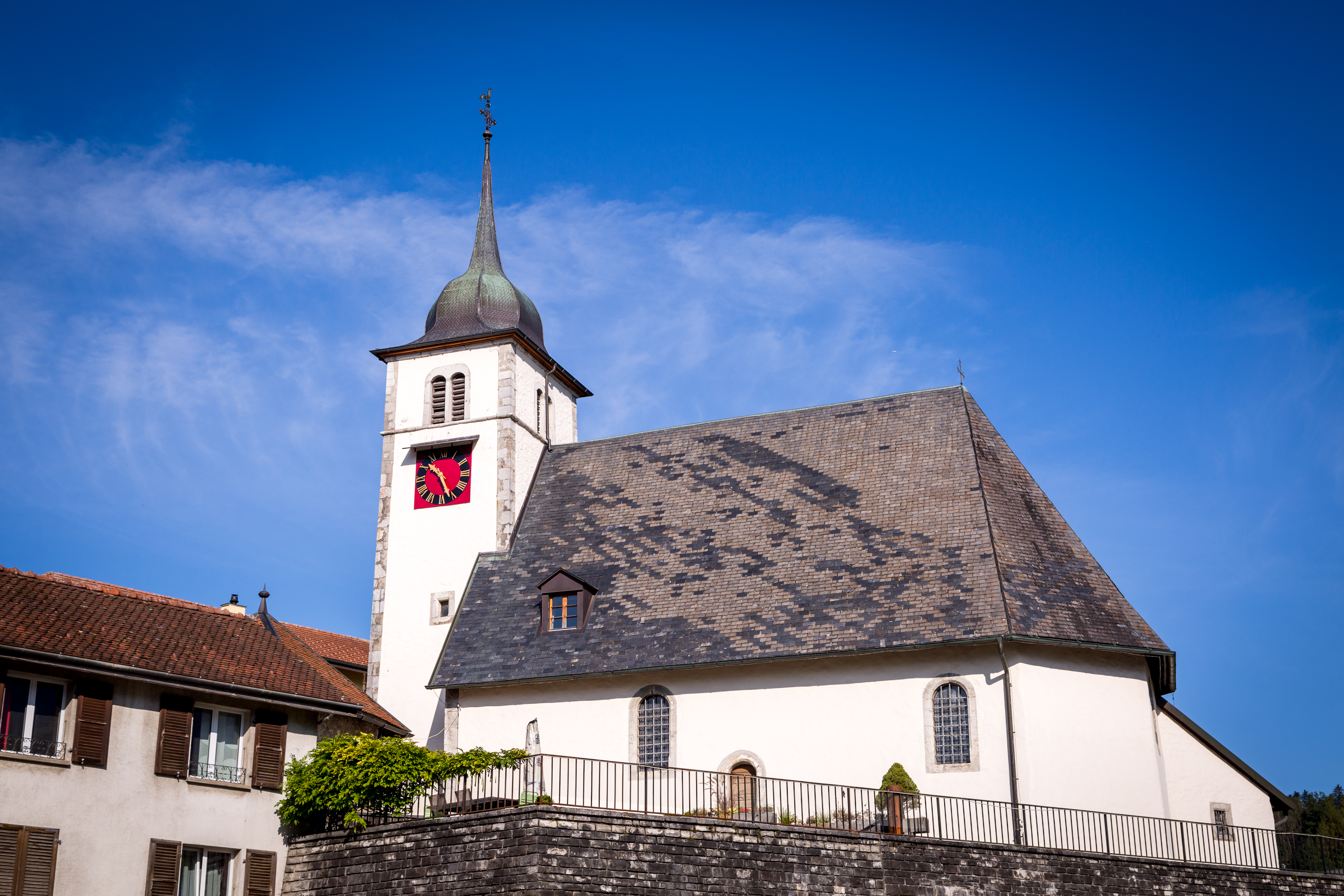
La chiesa cattolica di San Nicola di Flüe

- Chiesa cattolica di San Nicola di Flüe (già della Santa Vergine), eretta nel 1619[1].

## Società

### Evoluzione demografica
L'evoluzione demografica è riportata nella seguente tabella:
Abitanti censiti

## Infrastrutture e trasporti
Enney è servito dall'omonima stazione sulla ferrovia Palézieux-Bulle-Montbovon.

## Amministrazione
Ogni famiglia originaria del luogo fa parte del comune patriziale che ha la responsabilità della manutenzione di ogni bene comune.